# أبوسوم تشودي الضئيل
أبوسوم تشودي الضئيل (الاسم العلمي:Marmosops impavidus)، هو نوع من الأبوسوم يتواجد في بوليفيا، البرازيل، كولومبيا، الإكوادور، باراغواي، بيرو وفنزويلا.